# Notre-Dame-de-l’Île-Perrot
Notre-Dame-de-l’Île-Perrot ist eine Stadt im Südwesten der kanadischen Provinz Québec. Sie liegt in der Verwaltungsregion Montérégie, etwa 35 Kilometer westlich des Zentrums von Montreal. L’Île-Perrot gehört zur regionalen Grafschaftsgemeinde (municipalité régionale du comté) Vaudreuil-Soulanges, hat eine Fläche von 28,21 km² und zählt 10.654 Einwohner (Stand: 2016).

## Geographie
Das Gemeindegebiet von Notre-Dame-de-l’Île-Perrot umfasst den östlichen Teil der Île Perrot. Diese Insel im Hochelaga-Archipel wird von zwei Mündungsarmen des Ottawa umflossen. Zur Gemeinde gehören auch mehrere vorgelagerte Inselgruppe Îles Sainte-Geneviève im Lac Saint-Louis, darunter die Île Dowker. Am gegenüberliegenden Ufer des östlichen Mündungsarms liegt die Île de Montréal. Nachbargemeinden auf der Insel sind L’Île-Perrot im Nordwesten und Pincourt im Westen. Jenseits des östlichen Mündungsarms des Ottawa River (von West nach Ost gesehen) liegen die Gemeinden Sainte-Anne-de-Bellevue, Baie-D’Urfé und Beaconsfield.

## Geschichte
Jean Talon, der erste Intendant von Neufrankreich, übertrug die Insel im Jahr 1672 als Seigneurie an den Offizier François-Marie Perrot, den damaligen Gouverneur von Montreal. Im Jahr 1855 erfolgte die Gründung der Kirchgemeinde Sainte-Jeanne-Chantal-de-l’Isle-Perrot, welche die gesamte Insel umfasste. Aus dieser wurde 1946 die Gesamtgemeinde Île-Perrot, die jedoch nur wenige Jahre Bestand hatte, da sich Notre-Dame-de-l’Île-Perrot 1949 abspaltete. An der Ostspitze der Insel wurde 1958 die Gemeinde Pointe-du-Moulin gegründet, die jedoch bereits 1984 wieder mit Notre-Dame-de-l’Île-Perrot fusionierte. 2004 erhielt die Gemeinde den Stadtstatus. Seit 2000 ist die Stadt Mitglied des Gemeindeverbandes Communauté métropolitaine de Montréal.

## Sehenswürdigkeiten

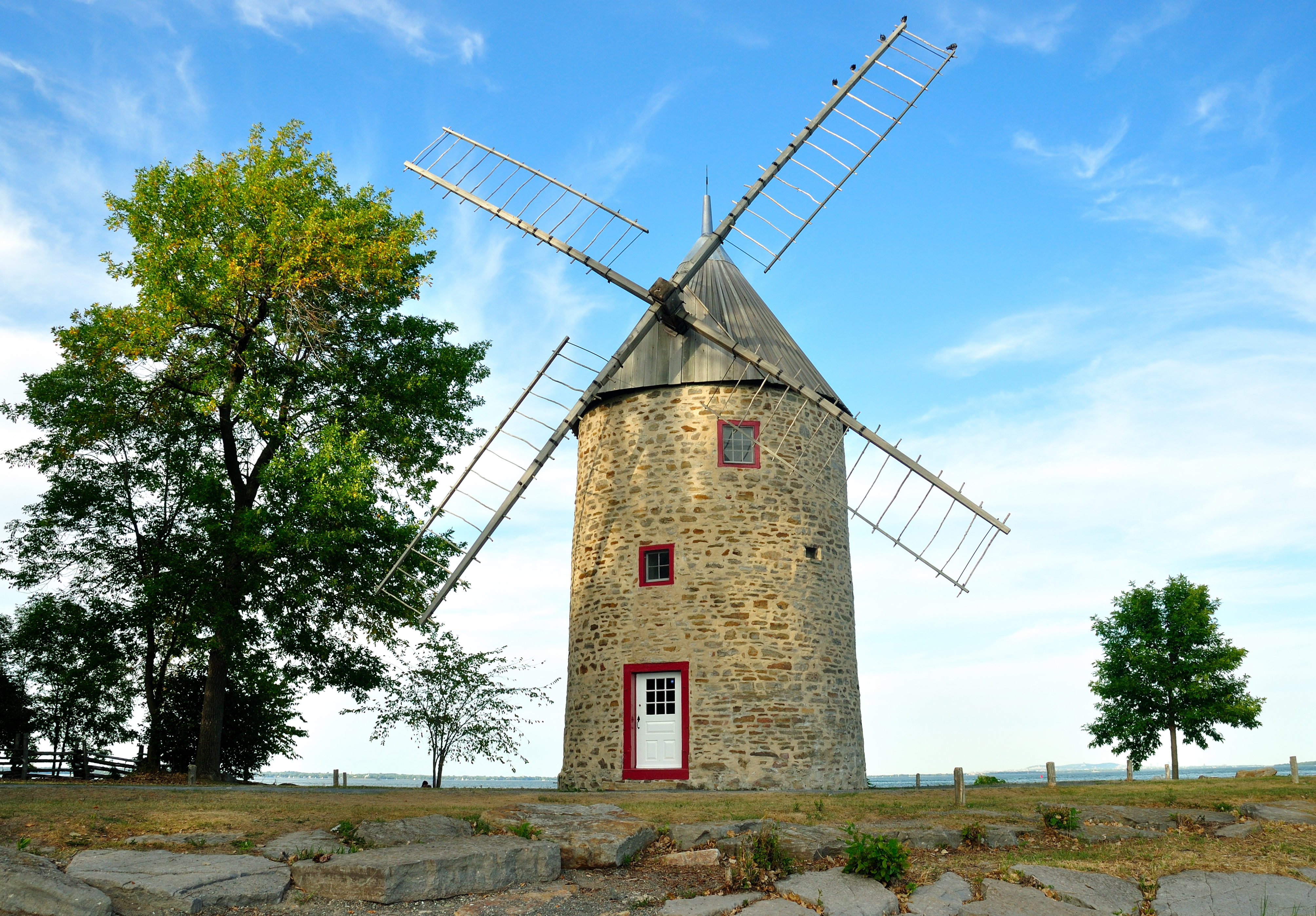
Windmühle Pointe-du-Moulin

An der Ostspitze der Insel befindet sich der historische Bezirk Pointe-du-Moulin, das einstige Zentrum der Seigneurie, mit mehreren Häusern aus dem 18. Jahrhundert. Die 1707/08 erbaute Windmühle Pointe-du-Moulin ist eine der ältesten in Québec und ist seit 1969 ein National Historic Site of Canada.

## Bevölkerung
Gemäß der Volkszählung 2011 zählte Notre-Dame-de-l’Île-Perrot 10.620 Einwohner, was einer Bevölkerungsdichte von 382 Einw./km² entspricht. 64,9 % der Bevölkerung gaben Französisch als Hauptsprache an, der Anteil des Englischen betrug 21,0 %. Als zweisprachig (Französisch und Englisch) bezeichneten sich 2,2 %, auf andere Sprachen und Mehrfachantworten entfielen 11,9 %. Ausschließlich Französisch sprachen 22,7 %. Im Jahr 2001 waren 85,6 % der Bevölkerung römisch-katholisch, 8,1 % protestantisch und 3,9 % konfessionslos.

## Verkehr
Notre-Dame-de-l’Île-Perrot liegt an einer Nebenstraße, die im benachbarten L’Île-Perrot auf die Autoroute 20, die Autobahn zwischen Montreal und Toronto. Den öffentlichen Nahverkehr auf der Insel übernehmen mehrere Buslinien der Gesellschaft CIT La Presqu’Île. Diese bieten unter anderem am Bahnhof L’Île-Perrot Anschluss an eine exo-Vorortseisenbahnlinie, die vom Montrealer Bahnhof Lucien-L’Allier nach Vaudreuil-Dorion und Hudson führt.